# Fasia Jansen
Fasia Jansen (* 6. Juni 1929 in Hamburg; † 29. Dezember 1997 in Oberhausen) war eine deutsche politische Liedermacherin und Friedensaktivistin.

## Leben
Fasia Jansen war die uneheliche Tochter des deutschen Zimmermädchens Elli Jansen und des liberianischen Generalkonsuls Momolu Massaquoi, des Großvaters des Journalisten und Schriftstellers Hans-Jürgen Massaquoi (1926–2013). Obwohl beide in Hamburg aufwuchsen, kannten sie sich nicht persönlich.
Sie erlebte schon früh Hänseleien und Ausgrenzung sowohl aufgrund ihrer Hautfarbe als auch wegen ihrer nichtehelichen Geburt. Die im Hamburger Arbeiterviertel Rothenburgsort aufgewachsene Jansen durchlebte in der Zeit des Nationalsozialismus die Probleme eines offensichtlich „nichtarischen“ Menschen. Ihre an Josephine Baker orientierte Hoffnung, ihr Leben mit Musik und Tanz zu bestreiten, wurde vorerst zerstört, als sie mit elf Jahren laut Schulleiterin „aus Gründen ihrer Rasse“ aus der Tanzschule geworfen wurde. Drei Jahre später wurde sie „dienstverpflichtet“ und musste in einer Suppenküche arbeiten, die auch Außenlager des KZ Neuengamme bei Hamburg belieferte. Die Fünfzehnjährige erlebte sowohl die Brutalität der SS als auch die Verzweiflung der Häftlinge – Erlebnisse, die ihr Leben entscheidend prägten. Während dieser Zeit zog sie sich ein Herzleiden zu, unter dem sie den Rest ihres Lebens litt.
In der Nachkriegszeit versuchte Jansen, die Erfahrungen aus dem Lager zu verarbeiten und das Andenken der Toten und ihrer Ideale aufrechtzuerhalten. Sie begann wieder mit der Musik, zuerst im Hamburger Chor „Kulturgruppe Dreiklang“, später auch mit eigenen Liedern. Sie zog ins Ruhrgebiet und engagierte sich in den politischen Kämpfen der Zeit. 1951 trat sie bei den III. Weltfestspielen der Jugend und Studenten in Ost-Berlin vor etwa 30.000 Menschen auf. Sie hatte auch Auftritte bei zahlreichen Ostermärschen, unter anderem 1966 zusammen mit Joan Baez, spielte bei den großen Streiks vor den Werkstoren von Krupp, Hoesch oder Thyssen und bei der Weltfrauenkonferenz der UNO in Nairobi und trat auf den Burg-Waldeck-Festivals auf und engagierte sich in der Frauenbewegung, in der Umweltbewegung und gegen die Stationierung der US-amerikanischen Mittelstreckenraketen „Pershing II“. Sie erhielt zahlreiche Strafbefehle wegen Volksverhetzung und Widerstand gegen die Staatsgewalt, aber immer wieder auch Angebote, Schlager zu singen und somit kommerziell erfolgreich zu werden.
Fasia Jansen hatte ihre Wahlheimat in Oberhausen gefunden, eng verbunden mit dem dort ansässigen Assoverlag.
Der Nachlass Fasia Jansens wurde im Mai 2022 von der Fasia Jansen Stiftung an das Fritz-Hüser-Institut übergeben und ein Findbuch wird zur Zeit erstellt.
Zu ihrem 25. Todestag am 29. Dezember 2022 initiierten Die Grenzgänger gemeinsam mit der Fasia-Jansen-Stiftung ein Konzert mit ihren Liedern in Oberhausen.  
In Hamburg wurde am 27. April 2024 im Rahmen der 21. Dokumentarfilmwoche erstmalig die Neufassung des Films "Fasia - Von trutzigen Frauen und einer Troubadora" von Re Karen gezeigt.

## Ehrungen
- Fasia Jansen erhielt 1991 das Verdienstkreuz am Bande der Bundesrepublik Deutschland.
- 2014 wurde die städtische Gesamtschule Alt-Oberhausen  in Fasia-Jansen-Gesamtschule umbenannt.[6]
- In Hamburg nennt das afrikanische Bildungszentrum Arca einen öffentlichen Lernort für Geschichtsschreibung aus der afrikanischen Perspektive „Fasiathek“.[7]
- In Bremen-Walle wurde die Fasia-Jansen-Straße nach ihr benannt.
- 2022 wurde Fasia Jansen von der Suchmaschine Google mit einem von Ayşe Klinge gestalteten Doodle geehrt.[8]
- 2023 wurde in Kleve-Rindern die Janssenstraße in Fasia-Jansen-Straße umbenannt.
- 2024 wurde Fasia Jansen im Rahmen des Projekts Frauenorte in die Liste der FrauenOrte NRW aufgenommen und die Errichtung einer Gedenktafel ist geplant.[9]
- Vom 3. bis 8. Juni 2025 findet in Oberhausen erstmals das Fasia-Jansen-Festival statt.[10]